# Jacobus Acontius

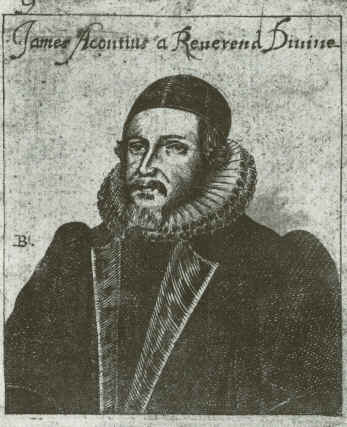
Jacobus Acontius

Jacobus Acontius (auch: Giacomo Aconcio,  Iacopo Aconcio oder Jacob Acontius; * 7. September 1492 in Ossana (Val di Sole) oder Trient, Italien; † um 1567 in England) war ein italienischer Humanist, Philosoph, Theologe, Jurist und Ingenieur. Wie andere Italiener, zum Beispiel Peter Martyr Vermigli oder Bernardino Ochino, die die päpstliche Doktrin schärfer als der lutherische Protestantismus ablehnten, fand er Zuflucht in England.

## Leben
Acontius studierte vorrangig Jura und Theologie und wurde daraufhin zunächst Notar in Trient. Im Jahr 1556 wurde er Sekretär von Kardinal Cristoforo Madruzzo, dem kaiserlichen Statthalter in Mailand.
Als Anhänger der Reformation floh er 1557 aus Italien. Über die Stationen Basel, Zürich und Straßburg gelangte er 1559 nach England, wo er von der erst kurze Zeit inthronisierten Königin Elisabeth I. freudig aufgenommen wurde, und seit dem 27. Februar 1560 eine Anstellung bei der englischen Regierung fand. Er war mit der Trockenlegung der Plumstead-Sümpfe beschäftigt, 1564 wurde er beauftragt, einen Report über Befestigungsanlagen von Berwick zu erstellen.

## Wirken
Acontius war ein Wegbereiter des Rationalismus, er übte großen Einfluss auf Einigungsbestrebungen und den Kampf um Toleranz aus. Er übte Bibelkritik, spiritualisierte die Vorstellung vom Teufel und warf das Wahrheitsproblem auf.
Bereits mit der 1558 in Basel veröffentlichten und für die Geschichte der Logik bedeutenden Schrift De methodo sive recta investigandarum tradendarumque artium ac scientiarum ratione libellus traf er auf heftige Ablehnung aller zeitgenössisch anerkannten, religiösen Gruppierungen. Aus der evangelischen Fremdengemeinde, der Dutch Reformed Church in Austin Friars, der er sich in England angeschlossen hatte, wurde er wegen seiner „anabaptistischen und arianischen“ Anschauungen vom Londoner Bischof Grindl wieder ausgeschlossen.
Besondere Berühmtheit erlangte das Werk, das die Natur seiner Heterodoxie enthüllte, Stratagematum Satanae libri VIII, oft abgekürzt als Stratagemata Satanae, das 1565 veröffentlicht und in mehrere Sprachen übersetzt wurde.
Acontius versuchte den gemeinsamen Nenner verschiedener Bekenntnisse zu finden, um die essentiellen Inhalte christlichen Glaubens zu erhalten. Um zu dieser gemeinsamen Basis zu gelangen, musste er Dogmen bis zu einem sehr niedrigen Grad entfernen. Auf Grundlage der Unterscheidung zwischen Fundamentalartikeln des christlichen Glaubens einerseits und andererseits unwesentlichen Objekten der Streittheologie trat Acontius für die Freiheit vom Bekenntniszwang ein und wandte sich gegen den Zwang zum Widerruf und die Anwendung des Schwertes gegen Ketzer. Er stieß damit wiederum auf Ablehnung und Zurückweisung.
Andere Werke, wie eine Vernunftslehre, blieben unvollendet oder ungedruckt.

## Werke
- De methodo sive recta investigandarum tradendarumque artium ac scientiarum ratione libellus, zuerst veröffentlicht in Basel 1558, später gedruckt in der Sammelschrift De studiis bene instituendis, Utrecht 1658.
- Stratagematum Satanae libri VIII, Basel 1565 (Hrsg.) Walther Köhler, München 1927.